# Harvest moon (album van Neil Young)
Harvest moon is het negentiende studioalbum van Neil Young. Het werd uitgebracht in 1992. Het is een van de meer rustige, ingetogen cd's van Young. Net als op het album Harvest uit 1972 wordt hij begeleid door onder andere akoestische gitaren en steelgitaar. In de achtergrondzang zijn onder anderen Linda Ronstadt en James Taylor te horen.
Een van de bekendere nummers is From Hank to Hendrix over de gitaristen Hank B. Marvin (van The Shadows) en Jimi Hendrix. Such a woman is een symfonisch nummer, met strijkinstrumenten (violen en cello’s) gearrangeerd door Jack Nitzsche, die eerder ook de arrangementen heeft geschreven van de symfonische nummers Expecting to fly (van Buffalo Springfield), A man needs a maid en There’s a world van het album Harvest.
Het slotnummer Natural beauty is opgenomen tijdens een liveoptreden in Woodside Portland Civic Auditorium. Dit nummer duurt ruim tien minuten en wordt gespeeld en gezongen door Young en Nicolette Larson, die ook samen hebben gezongen op het album Comes a time uit 1978.
Dit album bereikte in de Verenigde Staten #16 in de Billboard 200, in Groot-Brittannië #36 en in de Nederlandse Album Top 100 #23 (negentien weken). Er zijn drie nummers van dit album op single verschenen. De single War of man bereikte in de Verenigde Staten #7 in de Billboard Mainstream Rock Tracks, Unknown legend haalde #38 en Harvest moon #36 in de Engelse Single Chart. De site AllMusic waardeerde dit album met drie en een halve ster (het maximum is vijf). Het tijdschrift Rolling Stone gaf dit album vier sterren. 

## Tracklist
Alle muziek en teksten zijn geschreven door Neil Young. 
| 1.                 | Unknown legend              | 4:32  |
| 2.                 | From Hank to Hendrix        | 5:12  |
| 3.                 | You and me                  | 3:45  |
| 4.                 | Harvest moon                | 5:03  |
| 5.                 | War of man                  | 5:41  |
| 6.                 | One of these days           | 4:55  |
| 7.                 | Such a woman                | 4:36  |
| 8.                 | Old king                    | 2:57  |
| 9.                 | Dreamin' man                | 4:36  |
| 10.                | Natural beauty (live, 1992) | 10:22 |
| Totale duur: 51:39 |                             |       |

## Muzikanten

### The Stray Gators
- Neil Young - zang, gitaar, harmonica, banjo, piano, orgel, vibrafoon
- Ben Keith - pedaal steelgitaar, dobro, bas, marimba, achtergrondzang
- Spooner Oldham - piano, orgel, keyboards
- Tim Drummond - bas, marimba
- Kenny Buttrey - drums

### Overige muzikanten
- Larry Cragg - achtergrondzang op War of Man
- Nicolette Larson - achtergrondzang op You and Me, War of Man, Such a Woman, Old King, Dreamin' Man, Natural Beauty
- Linda Ronstadt - achtergrondzang op Unknown Legend, From Hank to Hendrix, Harvest Moon, War of Man, One of These Days
- James Taylor - achtergrondzang op From Hank to Hendrix, War of Man, One of These Days
- Astrid Young - achtergrondzang op War of Man, Such a Woman, Dreamin' Man
- Jack Nitzsche – strijkersarrangement voor Such a Woman
- Suzie Katayama - dirigent van de strijkinstrumenten op Such a Woman
- Maria Newman - concertmeester op Such a Woman
- Maria Newman, Israel Baker, Betty Byers, Berg Garabedian, Harris Goldman, Robin Lorentz, Cindy McGurty, Haim Shtrum - violen op Such a Woman
- Valerie Dimond, Matt Funes, Rick Gerding, Carrie Prescott, David Stenske, Adriana Zoppo - altviolen op Such a Woman
- Larry Corbett, Ericka Duke, Greg Gottlieb, David Shamban – cello’s op Such a Woman